# Ароматические соединения

формула Кекуле Бензол — одно из наиболее распространённых ароматических соединений

Ароматические соединения (арены) — циклические непредельные углеводороды, которые имеют в своём составе ароматическую систему. Основными отличительными свойствами являются повышенная устойчивость ароматической системы и несмотря на ненасыщенность, склонность к реакциям замещения, а не присоединения.
Различают бензоидные (арены и структурные производные аренов, содержат бензольные ядра) и небензоидные (все остальные) ароматические соединения. Среди небензоидных ароматических соединений хорошо известны азулен, аннулены, гетарены (пиридин, пиррол, фуран, тиофен), ферроцен. Известны и неорганические ароматические соединения, например боразол («неорганический бензол»). 
В структуре молекул многих соединений можно выделить несколько ароматических систем, которые могут быть по отношению друг к другу изолированными либо конденсированными. В качестве примеров бензоидных соединений с изолированными бензольными ядрами можно назвать такие соединения как дифенилметан и полистирол, с удалёнными друг от друга бензольными ядрами, а также дифенил и терфенилы с непосредственно связанными ядрами. Примерами бензоидных соединений с конденсированными (аннелированными) бензольными ядрами являются такие соединения как нафталин, пирен и прочие ПАУ. В структуре бифенилена бензольные ядра непосредственно связаны друг с другом, но, в отличие от дифенила, у бифенилена бензольные ядра не являются изолированными. Если принять во внимание тот факт, что в одной молекуле может различным образом сочетаться различное число различных ароматических и неароматических групп, то становится очевидно, что число возможных ароматических соединений и их разнообразие практически не ограничены.

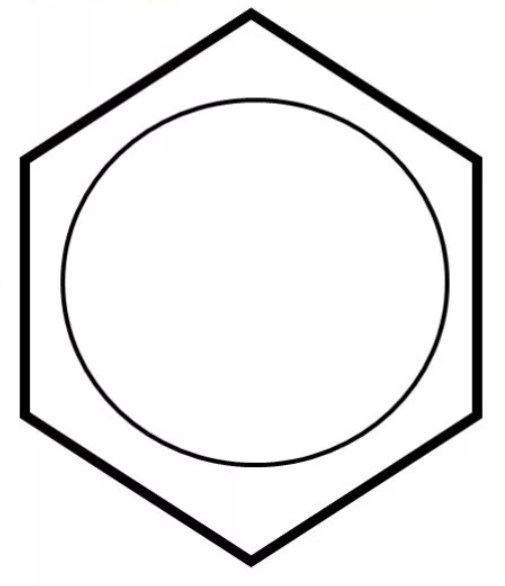
формула Полинга Бензол - одно из наиболее распространенных ароматических соединений

Широко распространены и имеют большое практическое значение бензоидные ароматические углеводороды (арены). Помимо бензольных колец арены часто содержат другие разнообразные углеводородные группы (алифатические, нафтеновые, полициклические). Основным источником получения ароматических углеводородов служат каменноугольная смола, нефть и нефтепродукты. Большое значение имеют синтетические методы получения. Наиболее важными аренами являются: бензол С6Н6 и его гомологи (толуол С6Н5СНз, ксилолы С6Н4(СНз)2, дурол, мезитилен, этилбензол), кумол, нафталин C10H8, антрацен С14Н10 и их производные.
Ароматические углеводороды — исходное сырьё для промышленного получения кетонов, альдегидов и кислот ароматического ряда, а также многих других веществ.

## Критерии ароматичности
Единой характеристики, позволяющей надёжно классифицировать соединение как ароматическое или неароматическое, не существует. Основными характеристиками ароматических соединений являются:
- склонность к реакциям замещения, а не присоединения (определяется легче всего, исторически первый признак, пример — бензол, в отличие от этилена не обесцвечивает бромную воду)
- выигрыш по энергии, в сравнении с системой несопряженных двойных связей. Также называется Энергией Резонанса (усовершенствованный метод — Энергией Резонанса Дьюара) (выигрыш настолько велик, что молекула претерпевает значительные преобразования для достижения ароматичного состояния, например циклогексадиен легко дегидрируется до бензола, двух и трёхатомные фенолы существуют преимущественно в форме фенолов (енолов), а не кетонов и т. д.).
- наличие кольцевого магнитного тока (наблюдение требует сложной аппаратуры), этот ток обеспечивает смещение хим-сдвигов протонов, связанных с ароматическим кольцом в слабое поле (7—8 м. д. для бензольного кольца), а протонов расположенных над/под плоскостью ароматической системы — в сильное поле (спектр ЯМР).
- наличие самой плоскости (минимально искаженной), в которой лежат все (либо не все — гомоароматичность) атомы, образующие ароматическую систему. При этом кольца пи-электронов, образующиеся при сопряжении двойных связей (либо электронов входящих в кольцо гетероатомов) лежат над и под плоскостью ароматической системы.
- практически всегда соблюдается Правило Хюккеля: ароматичной может быть лишь система, содержащая (в кольце) 4n+2 электронов (где n = 0, 1, 2, …). Система, содержащая 4n электронов является антиароматичной (в упрощённом понимании это обозначает избыток энергии в молекуле, неравенство длин связей, низкая стабильность — склонность к реакциям присоединения). В то же время, в случае пери-сочленения (есть атом(ы), принадлежащий(е) одновременно 3 циклам, то есть возле него нет атомов водорода или заместителей), общее число пи-электронов не соответствует правилу Хюккеля (фенален, пирен, коронен). Также предсказывается, что если удастся синтезировать молекулы в форме ленты Мёбиуса (кольцо достаточно большого размера, дабы закручивание в каждой паре атомных орбиталей было мало), то для таких молекул система из 4n электронов будет ароматичной, а из 4n+2 электронов — антиароматичной.

## Получение
- Каталитическая дегидроциклизация алканов, то есть отщепление водорода с одновременной циклизацией. Реакция осуществляется при повышенной температуре с использованием катализатора, например оксида хрома.
- Каталитическое дегидрирование циклогексана и его производных. В качестве катализатора используется палладиевая чернь или платина при 300 °C. (Н. Д. Зелинский)
- Циклическая тримеризация ацетилена и его гомологов над активированным углем при 600 °C. (Н. Д. Зелинский)
- Алкилирование бензола галогенопроизводными или олефинами. (Реакция Фриделя — Крафтса)

Первые в мире заводы для получения ароматических углеводородов из нефти — один возле Ярославля, другой возле Баку, были построены в 1880—1881 гг по проекту Александра Летнего.

## Классификация
В общих чертах ароматические соединения можно классифицировать следующим образом:
Системы с 2 π-электронами.
Представлены производными катиона циклопропенилия и дикатион циклобутадиена. Например, перхлорат циклопропенилия.
Системы с 6 π-электронами.
1. Бензол и его гомологи
2. Циклопентадиенил-анион
3. Циклогептатриенил-катион
4. Дианион циклобутадиена, дикатион циклооктатетраена
5. Пяти- и шестичленные циклы, содержащие один или несколько гетероатомов, обычно азота, кислорода или серы. Наиболее известны среди них пиррол, фуран, тиофен, пиридин.

Системы с 10 π-электронами.
1. Нафталин. Широко встречается в природе, конденсированные бензольные кольца.
2. Азулен. Изомер нафталина, содержит в себе 5- и 7-членное кольца. Встречается в эфирных маслах.
3. Дианион циклооктатетраена, анион циклононатетраена, азонин, 1,6-замещенные-[10]-аннулены (мостиковые).
4. Индол, хинолин, изохинолин, хиназолин, хиноксалин, другие системы, основанные на бензольном кольце, конденсированном с другим кольцом, в котором находится гетероатом. Широко распространены в природе.
5. Хинолизидин, пирролизидин, пурин, птеридин (их аналоги) — бициклические производные пиррола, пиридина и т. д. Содержат атомы азота (реже — кислорода в точке сопряжения либо несколько гетероатомов, в обоих кольцах). Широко распространены в природе.

Системы с 14 π-электронами.
1. Антрацен, фенантрен, в определённом смысле — фенален — конденсированные бензольные кольца. Соединения такого типа называют полиценами (следующий — тетрацен).
2. [14]-аннулен. Как сам по себе, так и его мостиковые вариации (транс-15,16-диметилгидропирен, син-1,6:8,13-бисоксидо[14]аннулен). Также ароматичен дегидро[14]аннулен.

Системы с более чем 14 π-электронами.
1. 18-Аннулен, кекулен[2].
2. Коронен — ароматически полициклический углеводород, содержащий 24 π-электрона, что означает по правилу Хюккеля его антиароматичность. Однако π-электронная система коронена состоит из двух концентрических колец, содержащих 18 (внешнее) и 6 (внутреннее) электронов[3].

В 2019 году группой химиков Оксфордского университета был синтезирован циклический гексамер порфирина с 162 π-электронами, молекула этого соединения имеет диаметр 5 нм.
Гомоароматичные системы
Один из атомов кольца, которое не может расположиться в плоскости, резко выведен из этой плоскости, сохраняет sp³-гибридизацию и не участвует в сопряжении. Так, при растворении циклооктатетраена в серной кислоте образуется гомотропилиевый ион. Аналогичную структуру имеет трисгомоциклопропенильный катион.
Сидноны
И прочие мезоионные соединения. Принадлежность сиднонов к ароматическим соединениям так и не была однозначно принята всеми учёными (предлагал В. Бекер). Впрочем единственный протон, связанный с углеродом, вступает во многие реакции, характерные для аренов (нитрование, сульфирование, хлорирование, меркурирование и т. д.), а сам сиднон содержит циклическую систему пи-орбиталей.
Спироароматические системы
Представитель — [4,2]спирарен. Подчиняется правилу Хюккеля.

## Свойства
Как правило, ароматические соединения — твёрдые или жидкие вещества. Отличаются от алифатических и алициклических аналогов высокими показателями преломления и поглощения в близкой УФ и видимой области спектра. Для ароматических соединений характерны реакции замещения, как электрофильного (галогенирование, нитрование, сульфирование, алкилирование, ацилирование, др.), так и нуклеофильного (по различным механизмам). Возможны реакции присоединения, окисления (для моноядерных аренов — в весьма жёстких условиях и/или с катализаторами).